# Mort d'un pourri
Mort d'un pourri (Dood van een corrupt man) is een Franse film van Georges Lautner die uitgebracht werd in 1977.
In tegenstelling tot eerder werk zoals de komische politiefilms Le Monocle noir, Les Tontons flingueurs of Il était une fois un flic die luchtiger en parodiërend van aard zijn, levert Lautner hier een sombere en sfeervolle politiefilm af, een thriller die de corruptie in de politieke wereld aan de kaak stelt.

## Verhaal
In het midden van de nacht wordt Xavier "Xav" Maréchal gewekt door zijn vriend Philippe Dubaye, een gedeputeerde die vertelt dat hij net een collega, gedeputeerde Serrano, vermoord heeft. Serrano stond op het punt het corrupte gedrag van Dubaye in de openbaarheid te brengen indien deze zijn ontslag niet zou nemen. Na de moord heeft Dubaye het voor hem compromitterende document meegenomen. Dubaye vertrouwt het toe aan zijn vriend Maréchal vooraleer hij zelf uit de weg geruimd wordt. 
Maréchal ondervindt al gauw dat hij zich in een wespennest bevindt. Nogal wat mensen zijn erg geïnteresseerd in het document en zijn tot alles bereid om het in handen te krijgen. Er worden nog meerdere moorden gepleegd. Maréchal heeft maar één ding voor ogen: de moordenaar van zijn vriend op het spoor komen.

## Rolverdeling
- Alain Delon - Xavier Maréchal
- Ornella Muti - Valérie Agostinelli
- Stéphane Audran - Christiane Dubaye
- Mireille Darc - Françoise
- Maurice Ronet - Philippe Dubaye
- Michel Aumont - commissaris Moreau
- Jean Bouise - commissaris Pernais
- Daniel Ceccaldi - meester Lucien Lacor
- Julien Guiomar - Fondari
- Klaus Kinski - Nicolas Tomski
- François Chaumette - Lansac
- Xavier Depraz - Marcel
- Henri Virlogeux - Paul
- Colette Duval - de secretaresse van Serrano
- Carole Lange - het meisje van de vestiaire
- Gérard Hérold - Dupaire
- Abder El Kebir - Kébir
- Charles Moulin - Serrano
- Claude Barichasse - de ruitenwasser
- Henri Riandreys - de bediende van het mortuarium